# Фомбоні
Фомбоні (фр. Fomboni) — третє за чисельністю населення місто Коморських Островів. Є столицею і найбільшим містом острова Мохелі.

## Клімат
Місто знаходиться у зоні, котра характеризується вологим тропічним кліматом. Найтепліший місяць — лютий із середньою температурою 25.9 °C (78.6 °F). Найхолодніший місяць — серпень, із середньою температурою 22.3 °С (72.1 °F).
| Клімат Фомбоні          | Клімат Фомбоні | Клімат Фомбоні | Клімат Фомбоні | Клімат Фомбоні | Клімат Фомбоні | Клімат Фомбоні | Клімат Фомбоні | Клімат Фомбоні | Клімат Фомбоні | Клімат Фомбоні | Клімат Фомбоні | Клімат Фомбоні | Клімат Фомбоні |
| Показник                | Січ.           | Лют.           | Бер.           | Квіт.          | Трав.          | Черв.          | Лип.           | Серп.          | Вер.           | Жовт.          | Лист.          | Груд.          | Рік            |
| Середній максимум, °C   | 30,3           | 30,4           | 30,8           | 30,7           | 30,1           | 28,6           | 28,3           | 28,7           | 29,3           | 30,1           | 30,6           | 30,7           | 29,9           |
| Середня температура, °C | 25,8           | 25,9           | 25,8           | 25,5           | 24,6           | 23,3           | 22,6           | 22,3           | 22,7           | 23,9           | 25             | 25,6           | 24,4           |
| Середній мінімум, °C    | 23,6           | 23,7           | 23,5           | 23,1           | 22             | 20,2           | 19,6           | 19,8           | 20,4           | 21,9           | 23             | 23,6           | 22             |
| Норма опадів, мм        | 332.1          | 279.3          | 246.7          | 238.9          | 180.5          | 143.6          | 153.9          | 107.4          | 58.2           | 87.9           | 96.7           | 194.4          | 2119.6         |
| Днів з опадами          | 17,9           | 15,1           | 16,5           | 12,6           | 6,7            | 5,1            | 4,2            | 4,4            | 4,3            | 6,7            | 8,8            | 13,5           | 115,8          |
| Вологість повітря, %    | 83.6           | 84.7           | 84.3           | 81.8           | 77.2           | 74.1           | 74.1           | 73.4           | 74.3           | 75.4           | 78.3           | 81.9           | 78.6           |
| ----------------------- | -------------- | -------------- | -------------- | -------------- | -------------- | -------------- | -------------- | -------------- | -------------- | -------------- | -------------- | -------------- | -------------- |
| Джерело: Weatherbase    |                |                |                |                |                |                |                |                |                |                |                |                |                |